# Apterosvercus aequatorialis
Apterosvercus aequatorialis är en insektsart som beskrevs av Andrej Vasiljevitj Gorochov 2001. Apterosvercus aequatorialis ingår i släktet Apterosvercus och familjen syrsor. Inga underarter finns listade i Catalogue of Life.